# Мюринг, Виллем

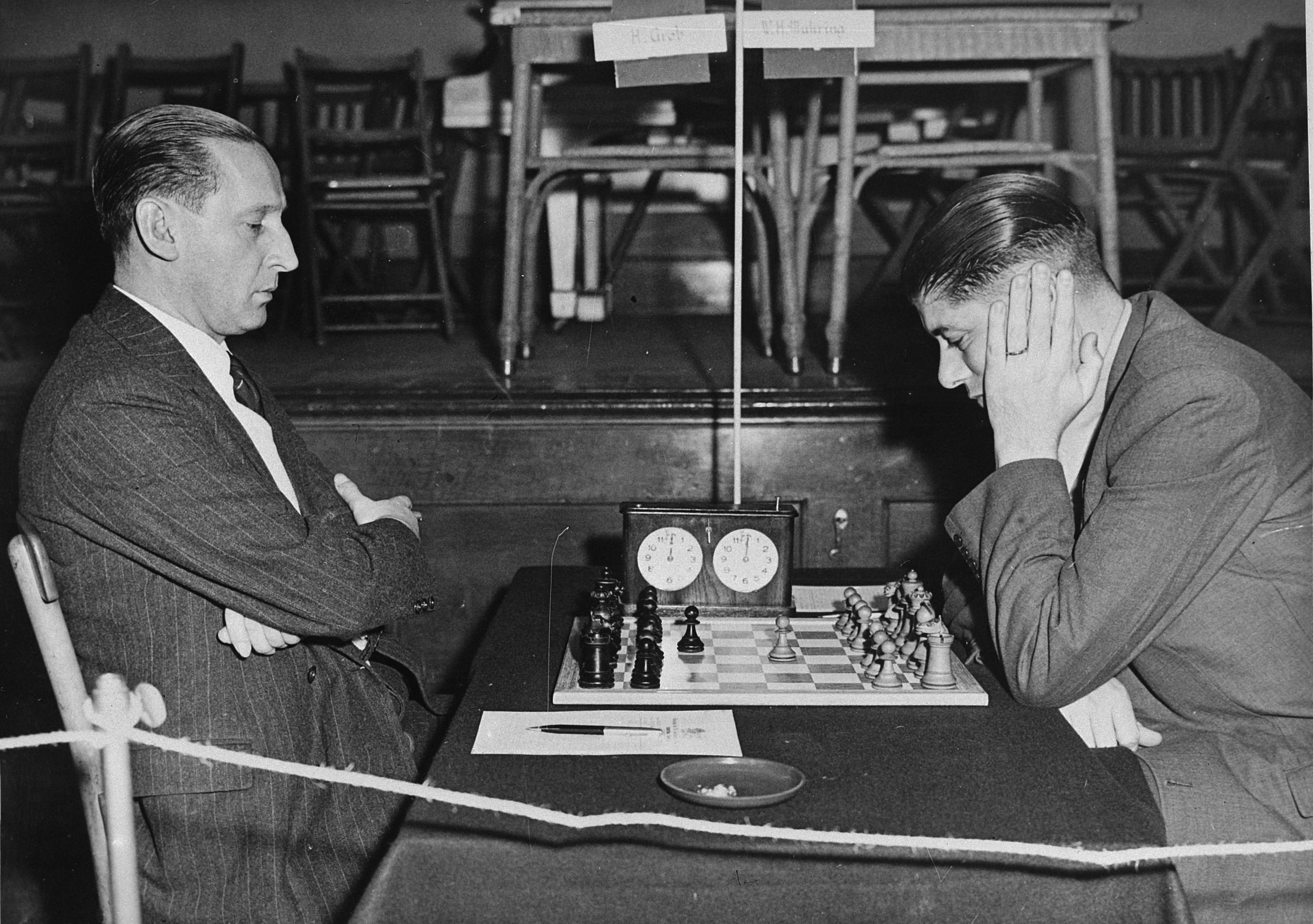
В. Мюринг (справа) играет с Г. Гробом (Гастингс, 29 декабря 1947 г.)

Виллем Ян Мюринг (нидерл. Willem Jan Muhring; 17 августа 1913, Эймёйден — 1997) — нидерландский шахматист, международный мастер (1951).
Многократный участник различных соревнований в составе национальной сборной по шахматам:
- Неофициальная олимпиада 1936 года в г. Мюнхене.
- 12-я олимпиада (1956) в г. Москве.
- 1-й Кубок Клары Бенедикт (1953). Команда Нидерландов заняла 1-е место, а В. Мюринг дополнительно выиграл золотую медаль, показав лучший результат на 5-й доске (+3 −0 =2).
- 1-й командный чемпионат Европы (1957) в г. Вене (предварительный этап).

## Спортивные достижения
| Год  | Город  | Турнир                  | + | − | =  | Результат | Место |
| ---- | ------ | ----------------------- | - | - | -- | --------- | ----- |
| 1936 | Мюнхен | Неофициальная олимпиада | 4 | 4 | 9  | 8½ из 17  |       |
| 1956 | Москва | 12-я Олимпиада          | 3 | 4 | 10 | 8 из 17   |       |